# Преторианская префектура Иллирии

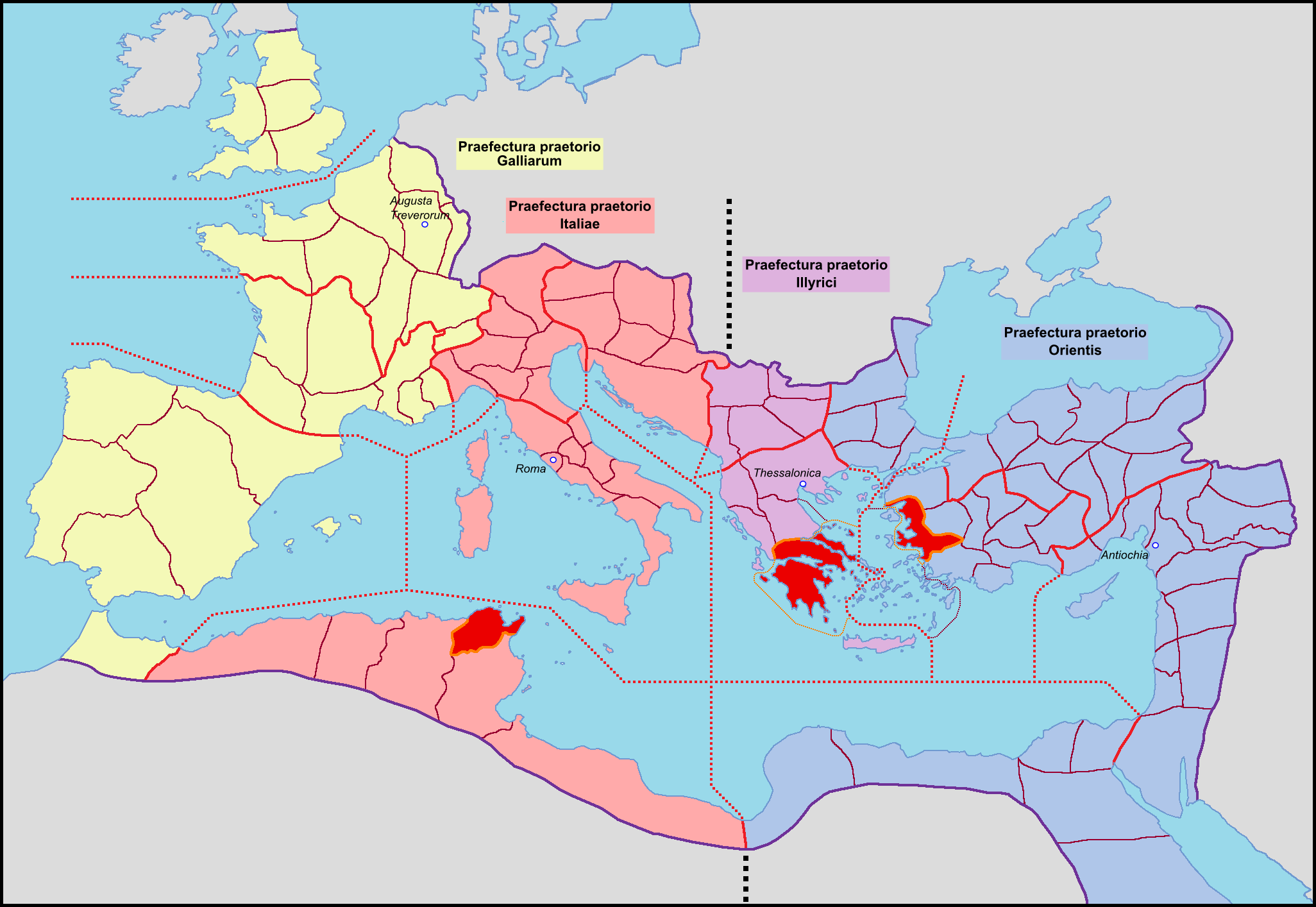
Четыре преторианские префектуры, согласно Notitia Dignitatum, ca. 400 AD.

Преториа́нская префекту́ра Илли́рии (лат. praefectura praetorio per Illyricum) — одна из четырёх преторианских префектур, на которые делилась поздняя Римская Империя. Её административным центром сначала был Сирмий (318—379), а затем (с 379-го года) Фессалоника. Префектура получила своё название от древней Иллирии, в момент наибольшего расширения включала в себя Паннонию, Норик, Крит и большую часть Балкан за исключением Фракии.

## Административная история
Иллирия была образована позже остальных префектур, и, в отличие от остальных трех префектур, упомянутых в Notitia Dignitatum (Галлия, Италия-Африка и Восток), Иллирия учреждалась, упразднялась и делилась несколько раз.
Первоначально территории, образовавшие эту префектуру, относились к префектуре Италия, Иллирия и Африка, учрежденной в 337 году вследствие раздела Империи между сыновьями Константина Великого. По-видимому, впервые отдельная преторианская префектура, составленная из трех диоцезов (Македония, Дакия и Паннония) была выделена в 347 году (или 346) Констанцием II.
Она просуществовала до 361 года, когда была отменена Юлианом, затем снова существовала в 375–79 годах при императоре Грациане. После этого диоцезы Паннония и Иллирия снова вернулись в состав префектуры Италии, а Македония и Дакия управлялись напрямую из Фессалоник. В период 384–95 все четыре диоцеза вошли в состав префектуры Италии, за исключением краткого периода в 388–91, когда Македония и Дакия образовывали отдельную префектуру.
Только после смерти Феодосия в 395 году и окончательного разделения Империи на две части, префектура Иллирии оформилась окончательно, что и было зафиксировано в Notitia Dignitatum. С этого момента её столицей стали Фессалоники. Тем не менее, Западная империя, особенно при Стилихоне, продолжала претендовать на диоцезы Иллирии вплоть до 437 года, когда Валентиниан III признал суверенитет Восточной империи над этой префектурой.

## Список известных префектов претория Иллирии
- Вулкаций Руфин (347—352)
- Анатолий (Anatolius) (?-360)
- Флоренций (360)
- Секст Клавдий Петроний Проб
- Квинт Клодий Гермогениан Олибрий (Quintus Clodius Hermogenianus Olybrius) (378—379)
- Веттий Агорий Претекстат (384, также преторианский префект Италии)
- Флавий Евтихиан (396—397)
- Анатолий (Anatolius) (397—399)
- Клеарх (402/407)
- Йовий (407)
- Геркулий (Herculius) (408—410)
- Леонтий (Leontius) (412—413)
- Стратегий (415)
- Флавий Юний Кварт Палладий (Flavius Iunius Quartus Palladius) (416—421, также Преторианский префект Италии)
- Филипп (421)
- Несторий (421/423)
- Гессий (Gessius) (некоторое время между 421 и 443)
- Флавий Антемий Исидор (Flavius Anthemius Isidorus) (424)
- Флоренций (422/428)
- Антиох (427)
- Флавий Симплиций Регин (Flavius Simplicius Reginus) (435)
- Эвбул (Eubulus) (436)
- Леонтий (435/441)
- Талассий (Thalassius) (439)
- Валентин Георгий Иппасия (439/442)
- Апреумий (Apraeumius) (441)
- Феодор (444)
- Хормизда (448)
- Соломон (449)
- Евлогий (Eulogius) (ca. 451)
- Валентиниан (Valentinianus) (452)
- Евсевий (463)
- Калликрат (Callicrates) (468—469)
- Аврелиан или Протадий (473)
- Павел (474)
- Иоанн (479)
- Иоанн Фома (480/486)
- Спартиатий (491/518)
- Фома (500)
- Иоанн (517)
- Стефан (521/522 или 529)
- Архелай (с 524)